# Buckleya lanceolata
Buckleya lanceolata là một loài thực vật có hoa trong họ Santalaceae. Loài này được (Siebold & Zucc.) Miq. mô tả khoa học đầu tiên năm 1870.